# 穆傑尼鄉

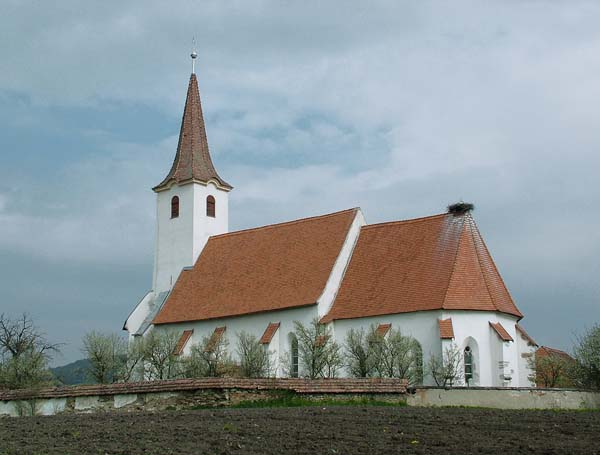

46°15′0″N 25°13′0″E / 46.25000°N 25.21667°E
穆傑尼鄉（羅馬尼亞語：Comuna Mugeni, Harghita），是羅馬尼亞的鄉份，位於該國中部，由哈爾吉塔縣負責管轄，面積65平方公里，海拔高度484米，2007年人口3,693，人口密度每平方公里57人。